# Trichomyia riodocensis
Trichomyia riodocensis är en tvåvingeart som beskrevs av Alexander, Freitas och Quate 2001. Trichomyia riodocensis ingår i släktet Trichomyia och familjen fjärilsmyggor. Inga underarter finns listade i Catalogue of Life.